# Саракамиш
Сараками́ш (рос. Саракамыш) — селище у складі Акбулацького району Оренбурзької області, Росія.

## Населення
Населення — 11 осіб (2010; 67 у 2002).
Національний склад (станом на 2002 рік):
- казахи — 93 %